# Адроміскус гребінчастий
Адроміскус гребінчастий (Adromischus cristatus) — сукулентна рослина з роду адроміскус родини товстолистові (Crassulaceae).

## Етимологія

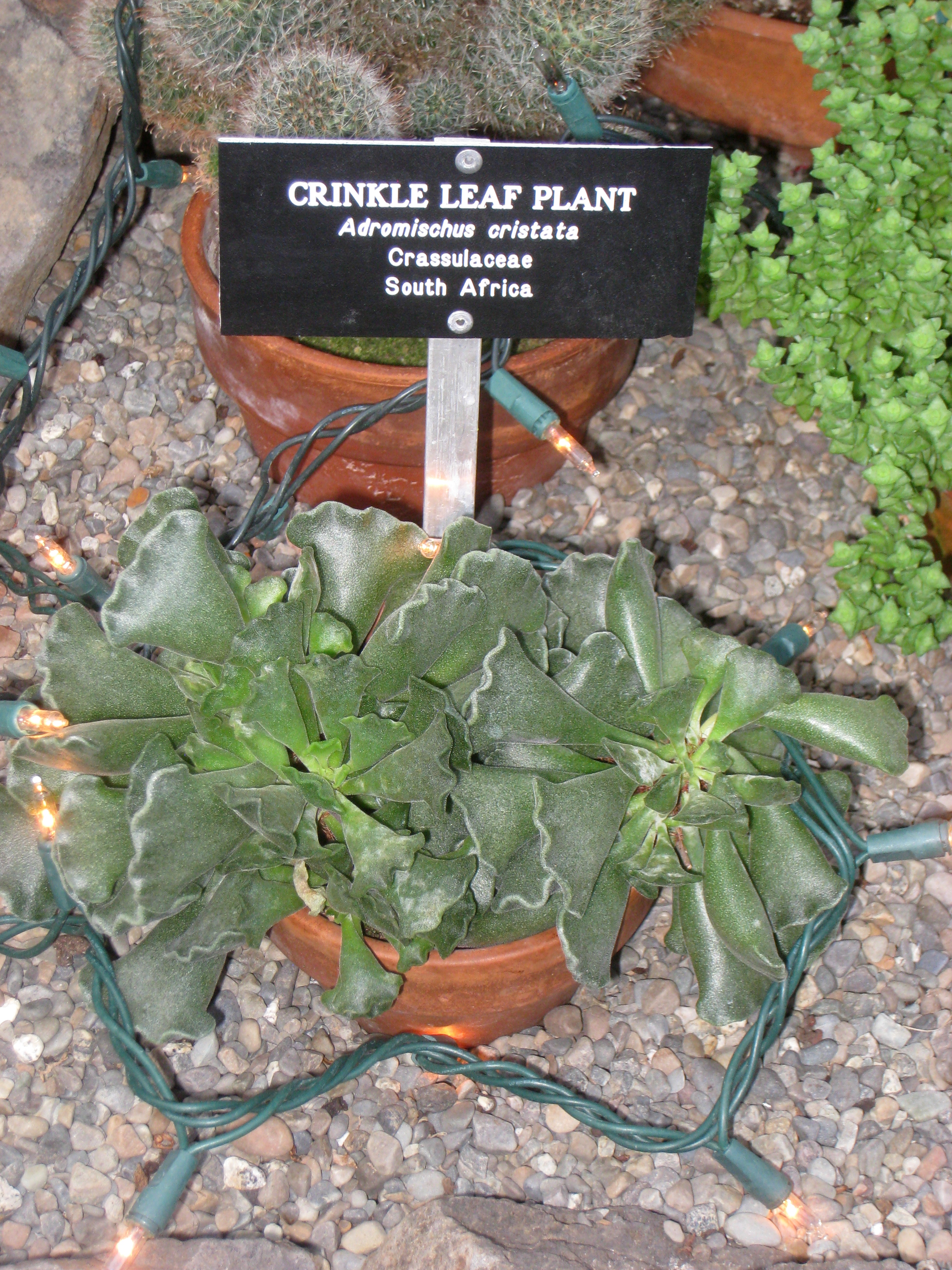
Adromischus cristatus в парку і ботанічному саду Маніто, Спокан, штат Вашингтон, США

Видова назва дана через гребінчасту, хвилясту верхівку листя.

## Морфологічні ознаки

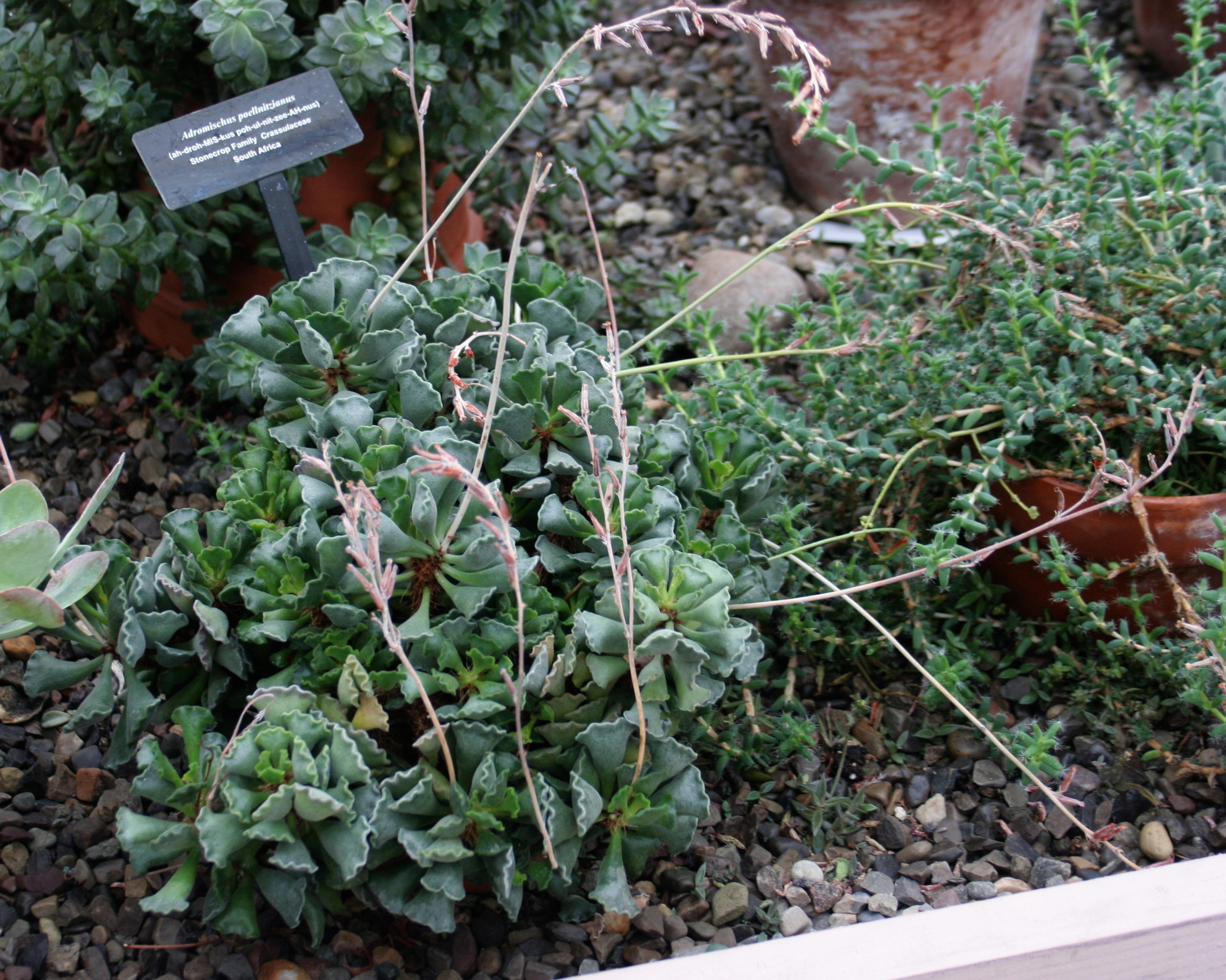
Adromischus cristatus цвіте в Ботанічних садах округів Баффало та Ері, Баффало, штат Нью-Йорк

Сукулентний багаторічник з короткими прямостоячими гілками 20—50 (до 80) мм завдовжки, зазвичай з декількома розетками, з пучками тонких, червонуватих, повітряних коренів біля основи. Листки обернено-яйцеподібно-клиноподібні або зворотноланцетно-трикутні, від довгастих до видовжено-еліптичних, від 15 (зазвичай 20—40) до 52 мм завдовжки та 5—13 (до 18) мм завширшки, від клиноподібних до черешкових, зазвичай усічені або округлі, іноді розширені, кулясті до трохи стиснутих із зазвичай хвилястим кінцевим роговим краєм, іноді вкриті залозистими волосками, зазвичай голі, від зеленого до сіро-зеленого кольору, часто з темнішими плямами. Суцвіття — колосоподібний щиток з 1-квітковими цимами, 0,1—0,2 м завдовжки, сіро-зелене; квітконіжки 1-2 мм завдовжки. Бруньки закруглені, але з поздовжніми борозенками, поступово звужуються до верхівки, спочатку прямостоячі, потім трохи розпростерті. Чашолисток завдовжки 1,5-3 мм, сіро-зелений. Віночок з циліндричною трубкою завдовжки 10-12 мм, сіро-зелений; частки яйцеподібно-трикутні, 2-3,5 мм завдовжки, гострі, шорсткі, з булавоподібними трихомами в горлі, білі з рожевим відтінком і з темнішою лінією вздовж відкритого краю. Пильовики довжиною 0,6-0,9 мм. Луски майже квадратні, 1-1,2 мм завдовжки і широкі, ледь вирізані, найширші в середині або внизу.

## Поширення
Південноафриканський ендемік. Поширений в Східнокапській і Західнокапській провінціях.

## Середовище проживання та екологія
Локалізується в ущелинах у кам'янистих пісковиках та сланцевих схилах.

## Природоохоронний статус
Adromischus cristatus входить до Червоного списку рослин Південно-Африканської Республіки (англ. Red List of South African Plants) зі статусом «Види в найменшій загрозі».